# Клифтон (Ајдахо)
Клифтон (енгл. Clifton) град је у америчкој савезној држави Ајдахо.

## Демографија
По попису из 2010. године број становника је 259, што је 46 (21,6%) становника више него 2000. године.
| Група             | 2000.       | 2010.       |
| Белци             | 210 (98,6%) | 252 (97,3%) |
| Афроамериканци    | 0 (0,0%)    | 0 (0,0%)    |
| Азијати           | 0 (0,0%)    | 0 (0,0%)    |
| Хиспаноамериканци | 1 (0,5%)    | 5 (1,9%)    |
| Укупно            | 213         | 259         |